# پرتاب روباه

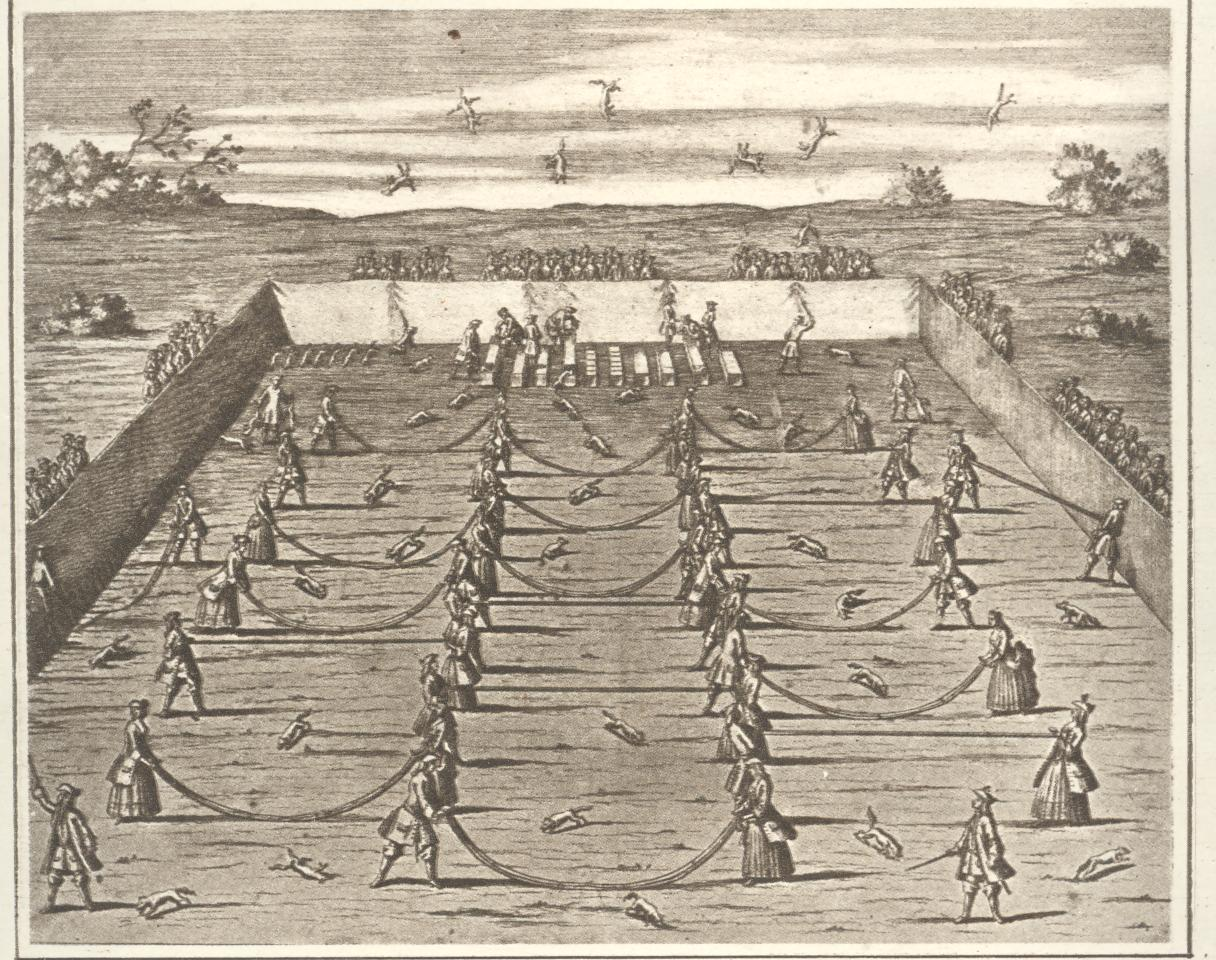
بازی پرتاب روباه و نوع قرار گرفتن بازیکنان

پرتاب روباه (به آلمانی:Fuchsprellen - به فرانسوی: Lancer de renard) یک بازی پرطرفدار قرن‌های هفده و هجده در قسمت‌هایی از اروپا بوده که در آن بازیکنان حیوانات مخصوصاً روباه را به هوا پرتاب می‌کردند.

## روش بازی
پرتاب روباه درهوای آزاد انجام می‌شد و دورتا دور جای بازی با دیواره‌های توری پوشیده می‌شد.
بیشتر این بازی در حیات دژها یا کاخ‌ها انجام می‌شد و بازیکنان دوبه‌دو سر و ته طنابی به درازای هفت متر را به‌دست می‌گرفتند، چنان‌که طناب بر روی زمین قرار می‌گرفت و روباه‌هایی که از قفس آزاد شده بودند به سمت بازیکنانی راهنمایی می‌شدند که به موازات هم ایستاده بودند و زمانی‌که این حیوانات از روی طناب‌ها می‌گذشتند بازیکنان به ناگهان طناب را می‌کشیدند و اینکار سبب پرتاب شدن حیوان به هوا می‌شد. بالاترین پرتاب به هفت و نیم متر می‌رسید و پرتاب به این بلندی برای حیوانات کشنده بود.

## مسابقاتِ دِرِسدِن

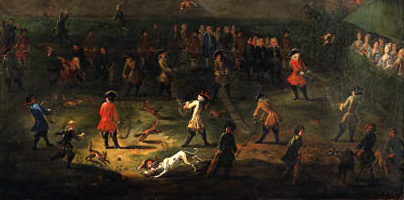
پرتاب روباه - قرن هیجدهم میلادی

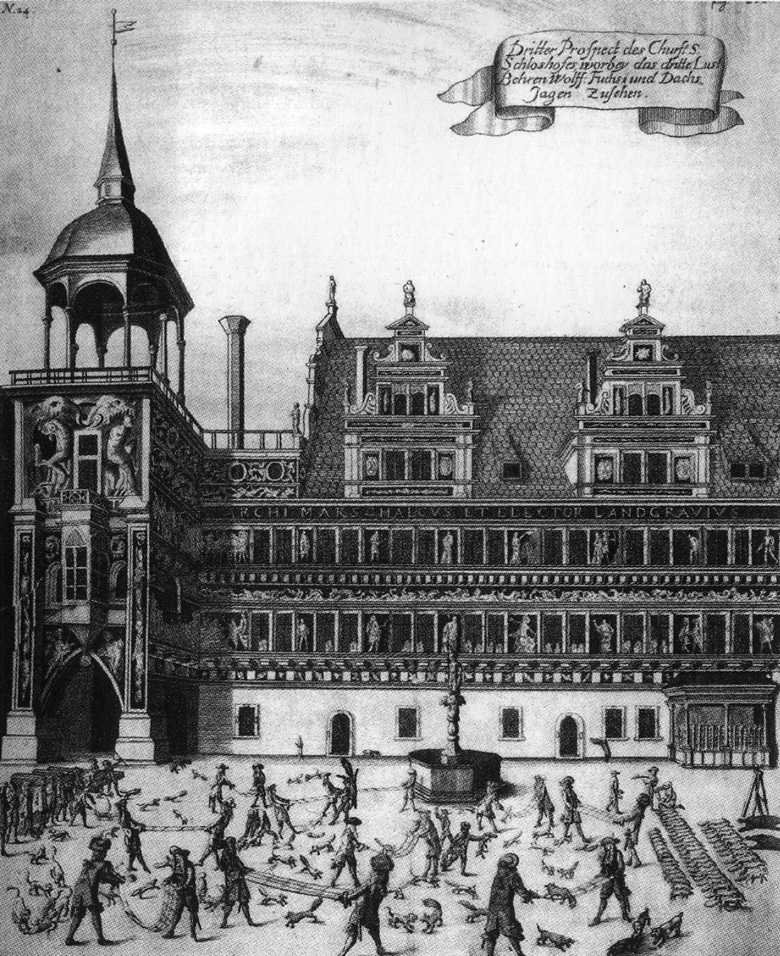
پرتاب روباه - قصر الکتور سال ۱۶۷۸

در چنین مسابقه‌ای که به وسیلهٔ اوت دوم لهستان در درسدن (پرتاب روباه بازی شناخته شده‌ای در منطقه درسدن بود) برگزار شد که در آن ۶۴۷ روباه، ۵۳۳ خرگوش، ۳۴ گورکن، ۲۱ گربه وحشی، ۳۴ گراز و ۳ گرگ کشته شدند. کسان دیگری هم از خانواده‌های سلطنتی در این بازی‌ها شرکت داشتند.
اسایاس پوفندورف، فرستادهٔ سوئدی نیز در چنین بازیهایی به سال ۱۶۷۲ در وین شرکت کرده و در یادداشت‌های روزانه اش نوشته:

«لئوپولد یکم، امپراتور مقدس روم به گروه پسربچه‌هایی پیوست که درحال زدن و کشتن حیوانات زخمی بودند و از دیدن چنین کاری بسیار شگفت زده شده بود»
چنین بازیهایی بدون خطر نیز نبوده و بر پایه نوشته‌های بجا مانده حیواناتی (مخصوصا گربه‌های وحشی) بودند که به سمت بازیکنان حمله می‌کردند و گاه دیده می‌شده که به طناب‌ها چسبیده یا آن را گاز می‌گرفتند و این امکان ادامه بازی و لذت بازی را از بازیکنان می‌گرفت.